# Adavisomapur, Shiggaon
Adavisomapur là một làng thuộc tehsil Shiggaon, huyện Haveri, bang Karnataka, Ấn Độ.